# Federación Española de Ajedrez
La Federación Española de Ajedrez o FEDA, con sede en Madrid, es la máxima institución del ajedrez español.
Forma parte de la Federación Internacional de Ajedrez (FIDE) y todas las federaciones autonómicas dependen de ella. Organiza el Campeonato de España de ajedrez y el CECLUB (Campeonato de España de Clubes) y campeonatos de España por categorías.

## Organización
- Presidente: Francisco Javier Ochoa de Echagüen Estibález
- Vicepresidente: Cristóbal Ramo Frontiñan
- Secretario general: Ramón Padullés Argerich

## Ganadores del Campeonato de España de Clubes[1]
| #       | Año  | Sede             | Club                              | Jugadores |
| ------- | ---- | ---------------- | --------------------------------- | --- |
| I       | 1956 | Barcelona/Madrid | C.A. Barcelona                    | |
| II      | 1957 | Bilbao           | Real Madrid                       | |
| III     | 1959 | Madrid           | Real Madrid                       | |
| IV      | 1960 | Barcelona        | C.A. Chardenet                    | |
| V       | 1961 | Madrid           | Real Madrid                       | |
| VI      | 1962 | Zaragoza         | Real Madrid                       | |
| VII     | 1963 | Palencia         | C.A. Chardenet                    | |
| VIII    | 1964 | Barcelona        | C.A. Barcelona                    | |
| IX      | 1965 | Alcoy            | C.A. Alcoy                        | |
| X       | 1966 | Bilbao           | C.A. Español                      | |
| XI      | 1967 | Lanjarón         | C.A. Barcelona                    | |
| XII     | 1968 | Murcia           | C.A. Schweppes                    | |
| XIII    | 1969 | Sevilla          | C.A. Schweppes                    | |
| XIV     | 1970 | Valencia         | C.A. Schweppes                    | |
| XV      | 1971 | Igualada         | C.A. Schweppes                    | |
| XVI     | 1972 | Lanjarón         | C.A. Schweppes                    | |
| XVII    | 1973 | Barcelona        | Caja Insular                      | |
| XVIII   | 1974 | Alicante         | C.A. Schweppes                    | |
| XIX     | 1975 | Barcelona        | C.A. Schweppes                    | |
| XX      | 1976 | Zaragoza         | Caja Insular                      | |
| XXI     | 1977 | Alicante         | Caja Insular                      | |
| XXII    | 1978 | Centelles        | Caja Insular                      | |
| XXIII   | 1979 | Torre del Mar    | U.G.A.                            | |
| XXIV    | 1980 | Santander        | C.A. Vulcá                        | |
| XXV     | 1981 | Calella          | C.A. Vulcá                        | |
| XXVI    | 1982 | Benidorm         | C.A. Vulcá                        | |
| XXVII   | 1983 | Les Escaldes     | C.A. Vulcá                        | |
| XXVIII  | 1984 | Benidorm         | C.A. Vulcá                        | |
| XXIX    | 1985 | Benidorm         | C.A. Tarrassa                     | |
| XXX     | 1986 | Benidorm         | C.A. Vulcá                        | |
| XXXI    | 1987 | Monzón           | C.A. Vulcá                        | |
| XXXII   | 1988 | Zamora           | Caja de Canarias                  | |
| XXXIII  | 1989 | Alicante         | C.A. Vulcá                        | |
| XXXIV   | 1990 | Candás           | Caja Insular                      | |
| XXXV    | 1991 | Linares          | U.G.A.                            | |
| XXXVI   | 1992 | Ponferrada       | U.G.A.                            | |
| XXXVII  | 1993 | Matalascañas     | U.G.A.                            | |
| XXXVIII | 1994 | Cala Galdana     | C.A.Villa de Teror                | |
| XXXIX   | 1995 |                  | C.A. Vulcá                        | |
| XL      | 1996 | Oropesa del Mar  | U.G.A.                            | |
| XLI     | 1997 | Ponferrada       | C.A.Barcino                       | |
| XLII    | 2001 | Cala Galdana     | C.A. Tiendas UOI                  | |
| XLIII   | 2002 | Mondariz         | C.A. Tiendas UPI                  | |
| XLIV    | 2003 | Lanzarote        | C. A. Marcote                     | |
| XLV     | 2004 | Sanxenxo         | C.A. Tiendas UPI                  | |
| XLVI    | 2005 | Mérida           | C.A. Reverté Albox                | Alekséi Dréyev, Vladímir Malájov, Sergéi Movsesian, Lluis Comas Fabrego, Gabriel del Río, Mauricio Vassallo.         |
| XLVII   | 2006 | Lugo             | C.A. Linex-Magic                  | Ruslán Ponomariov, Alekséi Shírov, Serguéi Kariakin, Gabriel Sargissian, Sergéi Rubliovski, Manuel Pérez Candelario. |
| XLVIII  | 2007 | Calviá           | C.A. Linex-Magic                  | |
| XLIX    | 2008 | Motril           | C.A. Cajacanarias                 | |
| L       | 2009 | Linares          | C.A. Magic                        | |
| LI      | 2010 | Sestao           | C.A. Kasparov-Marcote             | |
| LII     | 2011 | Melilla          | Gros Xake Taldea                  | |
| LIII    | 2012 | León             | Sestao Naturgas Energía           | |
| LIV     | 2013 | Linares          | Sestao Naturgas Energía           | |
| LV      | 2014 | Linares          | Mérida Patrimonio de la Humanidad | |
| LVI     | 2015 | Linares          | Solvay                            | |
| LVII    | 2016 | Monzón           | Sestao Fundación EDP              | |
| LVIII   | 2017 | Linares          | Sestao Bizkaialde                 | |
| LIX     | 2018 | Linares          | Sestao Bizkaialde                 | |
| LX      | 2019 | Melilla          | Magic Extremadura                 | |
| LXI     | 2020 | Linares          | C.A. Silla-Bosch Serinsys         | |